# Георг II фон Крихинген-Пютлинген
Георг II фон Крихинген-Пютлинген-Пютинген (на немски: Georg II zu Criechingen-Pittingen/Püttlingen/Püttingen; † 1607 или 1609) е фрайхер на Крихинген–Пютлинген в Елзас-Лотарингия.
Той е син на фрайхер Георг I фон Крихинген-Питинген, гранд маршал на Люксембург († 1567) и съпругата му Филипа фон Лайнинген (1504 – 1554), дъщеря на граф Емих IX фон Лайнинген-Харденбург († 1535) и графиня Агнес фон Епщайн-Мюнценберг († 1533). Внук е на фрайхер Йохан V фон Крихинген-Питинген, гранд маршал на Люксембург († 1533) и Ирмгард фон Ролинген-Равиле († 1548). Сестра му Маргарета фон Крихинген († сл. 1580), се омъжва за фрайхер Йохан Диполт II фон Хоензакс († 1586).

## Фамилия
Георг II фон Крихинген-Пютлинген се жени пр. 22 септември 1592 г. за Естер фон Мансфелд-Айзлебен († сл. 1605), дъщеря на граф Йохан Георг I фон Мансфелд-Айзлебен (1515 – 1579) и Катарина фон Мансфелд-Хинтерорт (1520/1521 – 1582). Те имат децата:
- Петер Ернст II фон Крихинген-Пютлинген († 1633), фрайхер (1609 – 1633), от 1617 г. имперски граф на Крихинген–Пютлинген, женен на 26 август 1606 г. в Саарбрюкен за графиня Анна Сибила фон Насау-Вайлбург (* 25 май 1575; † ок. 1643)
- Мария Юлиана фон Крихинген († 1608), на 22 април 1600 г. за граф Йохан Якоб II фон Еберщайн (* 1574; † 29 март 1638)
- Анна Катарина фон Крихинген († 1638), омъжена на 15 октомври 1593 г. за вилд-и Рейнграф Йохан IX фон Кирбург-Мьорхинген (1575 – 1623)
- Йохан фон Крихинген